# Mambai (lud)
Mambai, także Mambae – grupa etniczna zamieszkująca centralną część Timoru Wschodniego. Ich liczebność wynosi 131 tys. osób.
Częściowo przyjęli katolicyzm; kultywują też wierzenia tradycyjne. Posługują się językiem mambai z wielkiej rodziny austronezyjskiej. Ich mowa ojczysta jest drugim językiem w kraju pod względem liczby rodowitych użytkowników.
Pod względem kultury materialnej są blisko spokrewnieni z ludem Tetum. Tradycyjne zajęcia Mambai to ręczne rolnictwo tropikalne (uprawia się kukurydzę, ryż suchy, rośliny korzeniowe i bulwiaste, rośliny strączkowe, różne warzywa), hodowla zwierząt (bawoły, trzoda chlewna); niektórzy pracują na plantacjach kawy.
Podstawę organizacji społecznej stanowią rody patrylinearne. Małżeństwo ma charakter matrylateralny.